# باشقیرسکایا چومازا
باشقیرسکایا چومازا (انگلیسی: Bashkirskaya Chumaza) یک شهرک در شهرستان زیانچورینسکی استان باشقیرستان کشور روسیه است.